# Sông Sa Lung (Thái Bình)
Sông Sa Lung nằm ở bắc Thái Bình, dài gần 40 km, khởi nguồn từ sông Luộc tại cống Đào Thành xã Canh Tân, huyện Hưng Hà, sang huyện Đông Hưng, và tại xã Đông Quan thì nối vào sông Hoài, rồi đổ vào sông Trà Lý.

## Lịch sử
Sông Sa Lung là sông đào. Công việc đào sông kéo dài 5 năm, từ 1896 đến 1900, được nguyên Thượng Thư Lương Quy Chính xin phép vua Thành Thái để tổ chức thiết kế, lập kế hoạch, xin tài chính, điều nhân công và trực tiếp chỉ huy.
Sau khi hoàn thành, con sông đã tạo điều kiện chủ động tưới và tiêu nước cho vùng đất nằm giữa hai sông là sông Tiên Hưng và sông Trà Lý, thuộc 4 huyện cũ, nay là hai huyện Hưng Hà và Đông Hưng của tỉnh Thái Bình.
Nước tưới được lấy từ sông Luộc tại cống Đào Thành ở huyện Hưng Hà, đặc biệt là lấy nước phù sa mùa hạ. Nhưng quan trọng hơn, đó là việc tiêu nước trong trường hợp mưa bão. Nhờ tưới tiêu thuận lợi mà vùng đất dọc sông chuyển đổi được sang hai vụ lúa một năm.
Vì là sông mới đào, không được đặt tên trước, nên tên sông có nhiều phiên bản khác nhau:
- Sông Sa Lung là tên được coi là chính thức hiện nay. Có ý kiến nói tên ban đầu là "sông Sa Lũng", nhưng người Pháp đọc thành "Sa Lung" rồi mọi người quen dùng. Ý kiến khác thì nói tư vấn thiết kế sông là kỹ sư Sa-lông, người Pháp lấy tên ông đặt cho tên sông trên các văn bản sức tới các địa phương, sau người Việt đọc chệch đi là Sa Lung.
- Trực Giang là tên mang ý nghĩa "sông đi thẳng", nói đến cách xử lý "đi thẳng" khi đào sông mà có va vấp nhà thờ hay khu mộ của những gia đình có thế lực trong vùng. Trến bản đồ hay trên ảnh Google Earth có thể thấy sông đi thẳng, trừ một số đoạn lợi dụng ngòi lạch tự nhiên.
- Sông Thái Sư là tên ghi trên bản đồ địa hình 1:50.000 ở tờ F-48-81C, "sông đào Thái Sư" ở tờ F-48-81D. Nó kế thừa bản đồ lập từ thời Pháp thuộc năm 1942, trong đó có thể người thời đó đã nhầm lẫn chức nguyên Thượng thư ra Thái sư [3].
- Sông Thượng Hưng là tên gọi ngắn cho "sông do cụ Thượng thư làng Hưng đào"[Ghi chú 2], tồn tại vào nửa đầu thế kỷ 20 trong những người cảm nhận trực tiếp lợi ích của sông mang lại[2].

Các hình ảnh

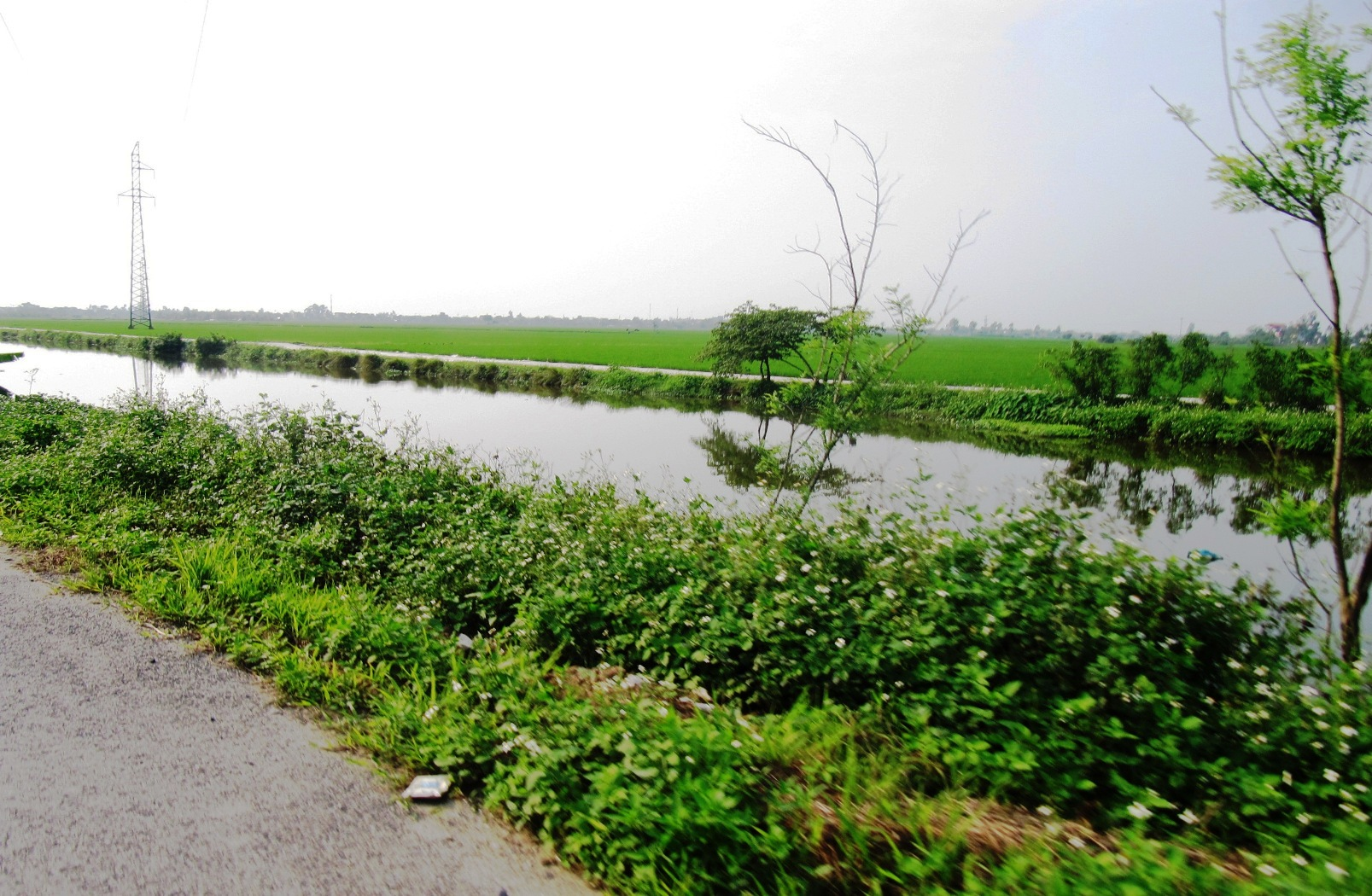
Sông Sa Lung ở xã Liên Hoa
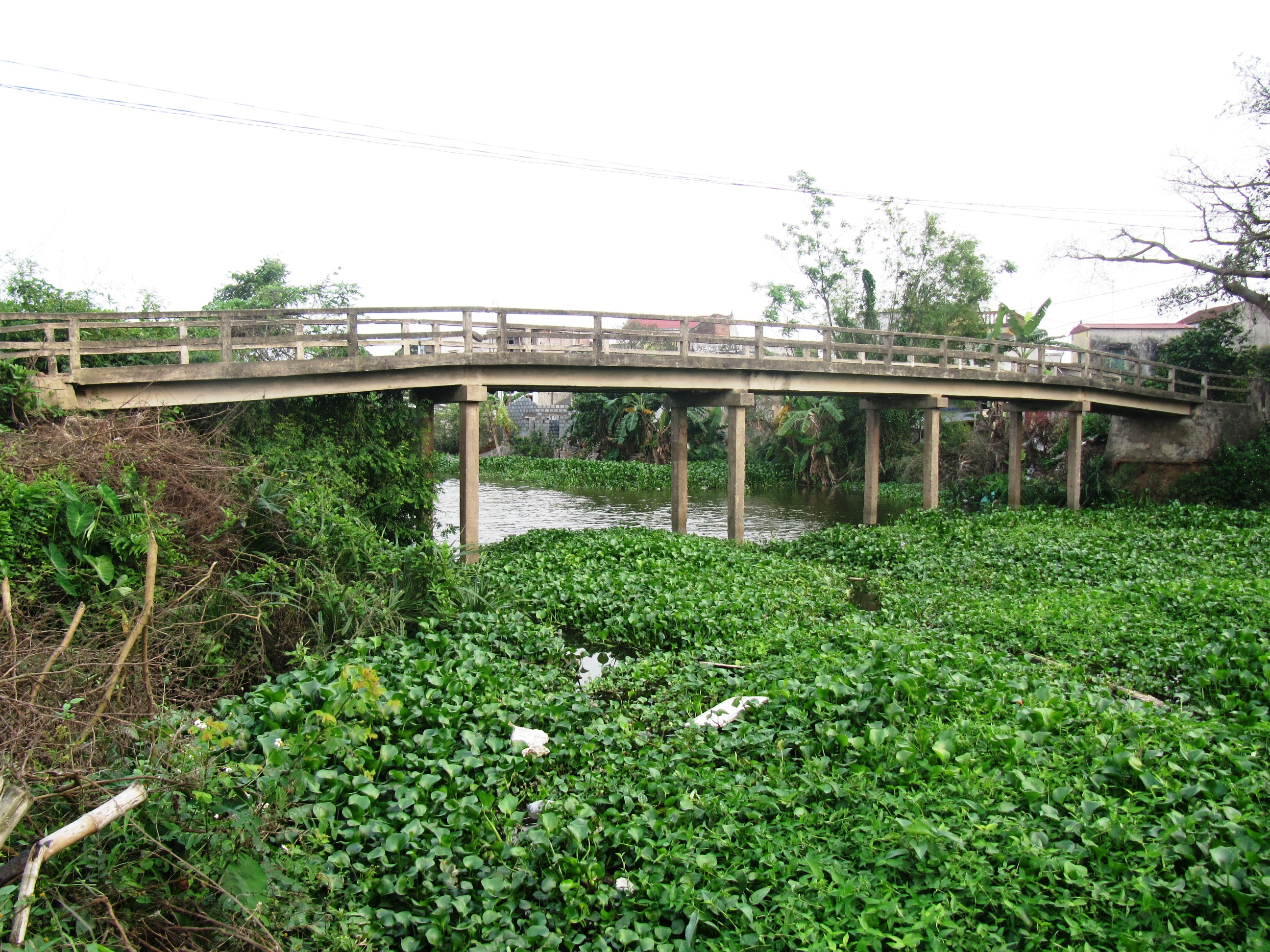
Cầu Hưng Đoài bắc qua sông Sa Lung. Cầu xây dựng cỡ năm 1970, bắc cao để thuyền đi bên dưới, nhưng nay bỏ hoang.
Sông Sa Lung tại làng Kim Bôi, xã Liên Hoa trên bản đồ ảnh Google Maps.

## Những biến động
Sau khi hoàn thành sông đã góp phần đắc lực vào tưới tiêu cho đồng ruộng vùng thuần nông. Những năm sau đó cỡ 11 nhánh được các thổ hào địa phương đứng ra đào tiếp, tạo ra mạng tưới tiêu hiệu quả.
Bên cạnh đó, sông Sa Lung trở thành kênh giao thông đường thủy cho thuyền vài tấn trở xuống, di chuyển bằng đẩy sào. Điều này rất có ý nghĩa khi giao thông đường bộ chưa phát triển, chỉ mới có vài xe ngựa chạy và chưa có xe cơ giới. Nó để lại dấu ấn là các cầu cố định bằng beton hay sắt thép bắc qua sông, xây dựng từ thời Pháp như cầu Rều Lưu trữ ngày 22 tháng 12 năm 2015 tại Wayback Machine (xã Thăng Long, Đông Hưng), cầu Ngận (xã Văn Lang, Hưng Hà),... hay sau này cầu làm trước năm 1975 như cầu Đót (xã Văn Lang, Hưng Hà), đều làm cao, có đáy cầu cao hơn mặt nước 3 m. Các cầu tre (hay cầu khỉ) thì bố trí "thanh quá giang" ở giữa sông để thuyền nhấc lên mà qua. Việc bảo vệ sông thông thoáng vì thế mà cũng được chú trọng.
Sau khi đất nước thống nhất, sự phát triển giao thông cơ giới và xe đạp đã dẫn tới xóa sổ loại thuyền vận tải vài tấn ở miền bắc. Trên sông không còn thuyền vận tải nhỏ qua lại. Từ 1985 khi làm lại các quốc lộ thì các cầu lớn qua sông Sa Lung là cầu Đống Năm trên quốc lộ 10, cầu Nại trên quốc lộ 39 đều được hạ cốt. Các cầu tre cũng được thay bằng cầu beton cỡ nhỏ và thấp. Ngày nay sông không còn thông thoáng cho thuyền bè nữa.
Đáng chú ý là quy hoạch 1976 đưa ra việc chỉnh lại đoạn sông ở huyện Đông Hưng, từ làng Kim Bôi đến thị trấn Đông Hưng sẽ đi dọc quốc lộ 39 rồi đổ ra sông Tiên Hưng, với ý tường tạo ra hai đường giao thông thủy-bộ nhộn nhịp chạy song song. Tuy nhiên sau khi thực hiện được việc lấp sông tại làng Kim Bôi (xã Liên Hoa - vòng tròn vàng trong ảnh) thì mọi việc dừng lại. Nó dẫn đến đoạn sông phía đông nam bị lấn chiếm (vòng ellip màu lục), gây khó khăn cho tưới tiêu của xã Minh Phú, và vấn đề khôi phục dòng chảy hiện đang tranh cãi.